# Василиє Шиякович
Василиє Шиякович (серб. Василије Шијаковић, сербохорв. Vasilije Šijaković, 2 серпня 1929, Никшич — 10 листопада 2003, Белград) — югославський футболіст, що грав на позиції захисника, зокрема, за клуб ОФК (Белград), а також національну збірну Югославії.
Чемпіон Югославії. Триразовий володар кубка Югославії.

## Клубна кар'єра
На юнацькому рівні виступав у складі команди «Белград».
У дорослому футболі дебютував 1950 року виступами за команду «Партизан», в якій провів два сезони, перебуваючи на службі в армії.
Згодом з 1952 по 1954 рік грав у складі команди «Црвена Звезда». Протягом цих років виборов титул чемпіона Югославії.
Своєю грою за останню команду привернув увагу представників тренерського штабу клубу ОФК (Белград), до складу якого приєднався 1954 року. Відіграв за белградську команду наступні вісім сезонів своєї ігрової кар'єри.
Завершив ігрову кар'єру у французькій команді «Гренобль», за яку виступав протягом 1962—1964 років.

## Виступи за збірну
1957 року дебютував в офіційних матчах у складі національної збірної Югославії. Протягом кар'єри у національній команді провів у її формі 11 матчів.
У складі збірної був учасником:
чемпіонату світу 1958 року у Швеції, де зіграв з Шотландією (1-1) і в чвертьфіналі з ФРН (0-1);
чемпіонату світу 1962 року у Чилі, де зіграв з Чехословаччиною (1-3).

### Статистика виступів за збірну
| Матчі і голи за збірну | Матчі і голи за збірну | Матчі і голи за збірну | Матчі і голи за збірну | Матчі і голи за збірну | Матчі і голи за збірну | Матчі і голи за збірну |
| #                      | Дата                   | Місто                  | Суперник               | Голів                  | Результат              | Турнір                 |
| ---------------------- | ---------------------- | ---------------------- | ---------------------- | ---------------------- | ---------------------- | ---------------------- |
| 1.                     | 17.11.1957             | Белград                | Румунія                | -                      | 2:0                    | Кваліфікація ЧС-1958   |
| 2.                     | 20.04.1958             | Будапешт               | Угорщина               | -                      | 0:2                    | Товариський матч       |
| 3.                     | 11.05.1958             | Белград                | Англія                 | -                      | 5:0                    | Товариський матч       |
| 4.                     | 08.06.1958             | Вестерос               | Шотландія              | -                      | 1:1                    | ЧС-1958                |
| 5.                     | 19.06.1958             | Мальме                 | Німеччина              | -                      | 0:1                    | ЧС-1958                |
| 6.                     | 14.09.1958             | Відень                 | Австрія                | -                      | 4:3                    | Товариський матч       |
| 7.                     | 05.10.1958             | Загреб                 | Угорщина               | -                      | 4:4                    | Товариський матч       |
| 8.                     | 19.04.1959             | Будапешт               | Угорщина               | -                      | 0:4                    | Товариський матч       |
| 9.                     | 26.04.1959             | Базель                 | Швейцарія              | -                      | 5:1                    | Кубок Центр. Європи    |
| 10.                    | 31.05.1959             | Белград                | Болгарія               | -                      | 2:0                    | Кваліфікація Євро-1960 |
| 11.                    | 13.06.1962             | Вінья-дель-Мар         | Чехословаччина         | -                      | 1:3                    | ЧС-1962                |

Помер 10 листопада 2003 року на 75-му році життя у місті Белград.

## Титули і досягнення
- Чемпіон Югославії (1):

«Црвена Звезда»: 1953
- Володар кубка Югославії (3):

«Црвена Звезда»: 1952
ОФК (Белград): 1955, 1962